# Быково (Кумёнский район)
Быково — село в Кумёнском районе Кировской области (Россия), входит в Кумёнское сельское поселение.

Находится в 13 км к западу от пгт Кумёны и в 53 км к югу от центра Кирова. Село расположено в лесистой местности в пойме реки Костиха. С севера к селу примыкает малая деревня Горюнок. Имеется подъездная дорога от райцентра.
| 2010 |
| ---- |
| 300  |

## История
В XVII—XVIII вв. на правом берегу речки основана деревня Быково (п. Ключевский, с. Ключевское), на левом — деревня Арафайлово (Прокошевское, Арафайловская, Малое Быково).
В 4-м томе Материалов по статистике Вятской губернии за 1887 год сказано: в деревне Быково находилось 30 дворов, в которых проживало 196 душ обоего пола. В д. Арафайлово находилось 12 дворов, в которых проживало 65 человек.
С открытием МТС и объединением мелких колхозов село Быково стало расширяться. Был создан Быковский сельсовет с центром в селе Быково.
В 1928 году в селе была создана сельскохозяйственная коммуна. В 1932 году она развалилась, на её базе была образована сельхозартель имени Ворошилова, в которую вошли деревни Быково, Арафайлово и Горюнок. В артель объединилось 65 дворов, 654 гектара пахотной земли, один коровник с 50 коровами, теплятник и 3 конных двора.
Впоследствии деревня Арафайлово была присоединена к Быково (деревня находилась там, где сейчас расположена улица Советская).